# Pąk

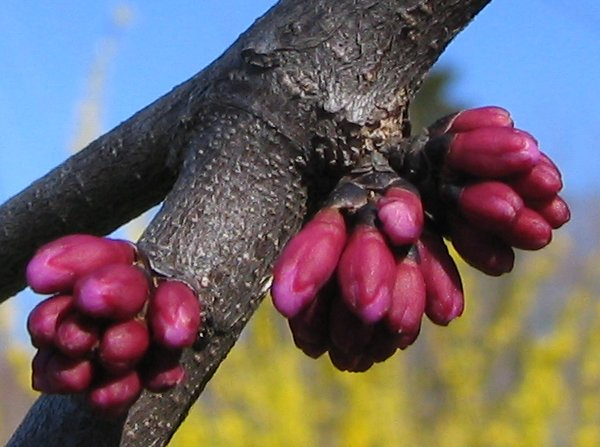
Pąki kwiatowe judaszowca kanadyjskiego

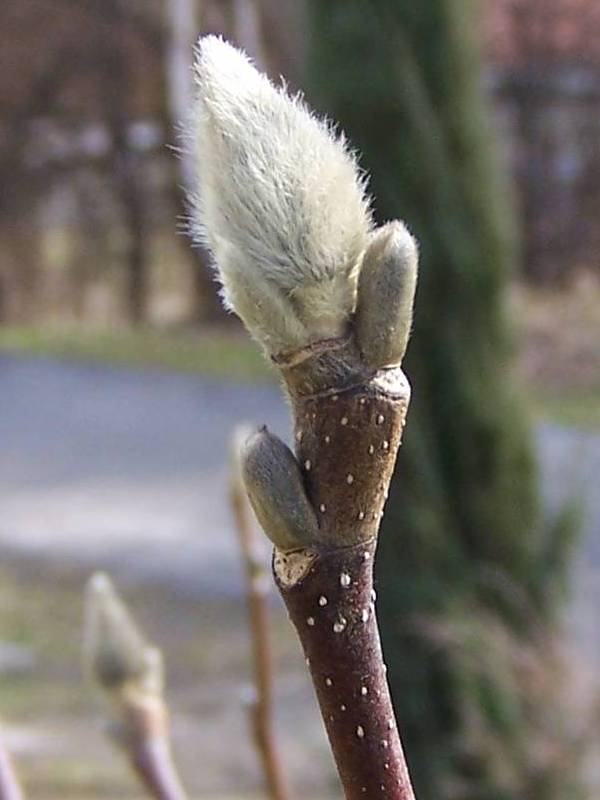
Pączek kwiatowy (duży) i pączki liściowe (mniejsze) magnolii

Pąk, pączek – zawiązek pędu z merystemem wierzchołkowym i zawiązkami organów – liści i kwiatów. Merystem osłonięty jest w pąku zawiązkami liści, czasem przekształconych w specjalne łuski pąkowe. 
Ze względu na zróżnicowanie kształtów, koloru, wielkości i ułożenia pączków na pędzie oraz budowy ich łusek – pąki wykorzystywane są do oznaczania gatunków drzew i krzewów, gdy pozostają one w stanie bezlistnym. 

## Typologia
Zależnie od umiejscowienia pąka na pędzie rozróżnia się następujące rodzaje pąków:
- pąk szczytowy – występuje na wierzchołkach pędów, na pędzie głównym pąk szczytowy jest zwykle największym pączkiem,
- pąki boczne, pąki kątowe, pąki pachwinowe – występują wzdłuż pędów poniżej pąków szczytowych, u roślin nasiennych w kątach (pachwinach) liści, u paprotników zdarzają się pąki rozwijające się niezależnie od liści[3].
  - pąki dodatkowe wytwarzane są przez: robinię akacjową czy czeremchę, tworzą się tuż obok albo tuż nad istniejącym pączkiem bocznym,
  - pączki przybyszowe – powstają zwykle w szczególnych przypadkach (w wyniku uszkodzenia rośliny lub mutacji) i zakładają się w różnych miejscach łodygi, korzeni lub nawet liści. Wyrastające z nich pędy nazywane są odroślowymi (odrostami). Rośliny łatwo tworzące pąki przybyszowe są za ich pomocą rozmnażane wegetatywnie w celu uzyskania sadzonek[3]. Zjawisko powstawania pąków przybyszowych na liściach określane jest mianem epifylii. Zjawisko to występuje czasem pozornie, gdy pąk pachwinowy u nasady liścia przesuwany jest w wyniku rozrastania się nasadowej części liścia (tak powstają pąki kwiatowe na liściach u Helwingia). Prawdziwa epifylia występuje np. na brzegach liści żyworódki Daigremonta[4].

Ze względu na aktywność rozwojową wyróżniane są: 
- pąki śpiące, pąki spoczynkowe – pąki nieprzejawiające aktywności wzrostowej. Należą tu pąki zimowe, zwykle w klimacie umiarkowanym okryte sztywnymi łuskami, a także wiele pąków kątowych (pachwinowych)[1].

Zależnie od tego, jakie zawiązki zawarte są w pąku wyróżnia się:
- pąki kwiatowe, z których wyrastają pojedyncze kwiaty (np. magnolia, forsycja, tulipan) lub całe kwiatostany (np. brzoza, bez czarny)[2],
- pąki liściowe, z których rozwijają się ulistnione pędy,
- pąki mieszane zawierają kwiaty lub kwiatostany wraz z liśćmi u ich nasady (np. jabłoń, głóg, jarząb).

Ze względu na rodzaj okrywy pąków wyróżnia się:
- pąki ukryte – pąki osłonięte warstwą korka, znajdujące się wewnątrz pędu i widoczne tylko jako wzniesienie kory (np. jaśminowiec) lub osadzone we wgłębieniu i widoczne wówczas z powodu zwykle zamykających otwór włosków (np. perełkowiec japoński, parczelina trójlistkowa),
- pąki nagie, bez łusek – osłonięte delikatnymi (nieskórzastymi) zawiązkami liści, często chronione włoskami, czasem gęstym kutnerem pokrywającym zawiązki liści (np. kruszyna pospolita, kalina hordowina),
- pąki okryte łuskami – zawiązek pędu osłonięty jest sztywnymi, skórzastymi łuskami powstającymi ze starszych zawiązków liści[1]. Liczba, kształt, budowa i kolor łusek są typowe dla poszczególnych gatunków lub rodzajów. Wyróżnia się pąki z jedną łuską (np. u rodzajów wierzba, magnolia), dwiema łuskami (np. olsza czarna), trzema łuskami (np. lipa) itd., przy czym najczęściej łusek jest wiele. Łuski mogą być ciasno stulone, często bywają okryte żywicą, czasem mają końce lub brzegi wolne lub odgięte. Łuski bywają nagie lub okryte różnego rodzaju włoskami.

Ze względu na kształt pąków wyróżnia się:
- pąki jajowate (owalne),
- pąki stożkowate (wąskie lub szerokie, też pazurkowato wygięte),
- pąki kuliste i półkuliste (kopulaste).

Ze względu na liczbę i sposób skupiania się wyróżnia pąki:
- pąki pojedyncze,
- pąki grupowo skupione, tworzące:
  - nieregularne grupy pąków,
  - pąki nadległe – ustawione obok siebie wzdłuż osi pędu, jeden nad drugim,
  - pąki obokległe – ustawione obok siebie poprzecznie do osi pędu.

Ze względu na sposób osadzenia wyróżnia się pąki siedzące i osadzone na trzoneczkach.

## System Raunkiæra
Wykształcanie i sposób umieszczenie pąków zimujących u roślin jest jednym z kluczowych kryteriów systemu klasyfikacji form życiowych roślin stworzonej przez Christena Raunakiaera. W skali tej wyróżnia się:
- rośliny nie tworzące pączków zimujących – rośliny jednoroczne,
- kryptofity (rośliny skrytopączkowe) – pąki odnawiające osadzone na organach ukrytych w glebie, błocie lub wodzie,
- hemikryptofity (rośliny naziemnopączkowe) – pąki zimujące, umieszczone są na pędach przy powierzchni gleby,
- chamefity (rośliny niskopączkowe) – pąki zimujące umieszczone są na pędach nie wyżej niż 50 cm nad gruntem,
- fanerofity (rośliny jawnopączkowe) – pąki odnawiające umieszczone są powyżej 50 cm nad powierzchnią gruntu.

## Fizjologia
Rozwój pączków bocznych kontrolowany jest hormonalnie przez pąk wierzchołkowy. Tu w merystemie i w młodych liściach wytwarzane są auksyny, które transportowane w dół pędu hamują rozwijanie się pąków bocznych. Dzięki temu u większości roślin pąki boczne w ogromnej większości pozostają w stanie spoczynku. Usunięcie lub uszkodzenie pąka wierzchołkowego powoduje aktywację jednego lub kilku pąków bocznych położonych zwykle tuż poniżej niego.